# Iulia Vlasova
Iulia Vlasova (n. 1 mai 1967, Sverdlovsk, RSFS Rusă, URSS) este o sportivă ce a reprezentat Rusia, medaliată olimpică. A participat la o ediție a Jocurilor Olimpice (1992) în care a câștigat o medalie de bronz.

## Participări
Lista de mai jos prezintă principalele competiții la care a participat Iulia Vlasova de-a lungul carierei.
- short track speed skating at the 1992 Winter Olympics – women's 3000 metre relay[*]